# 阿朗多嘎德巴國家公園

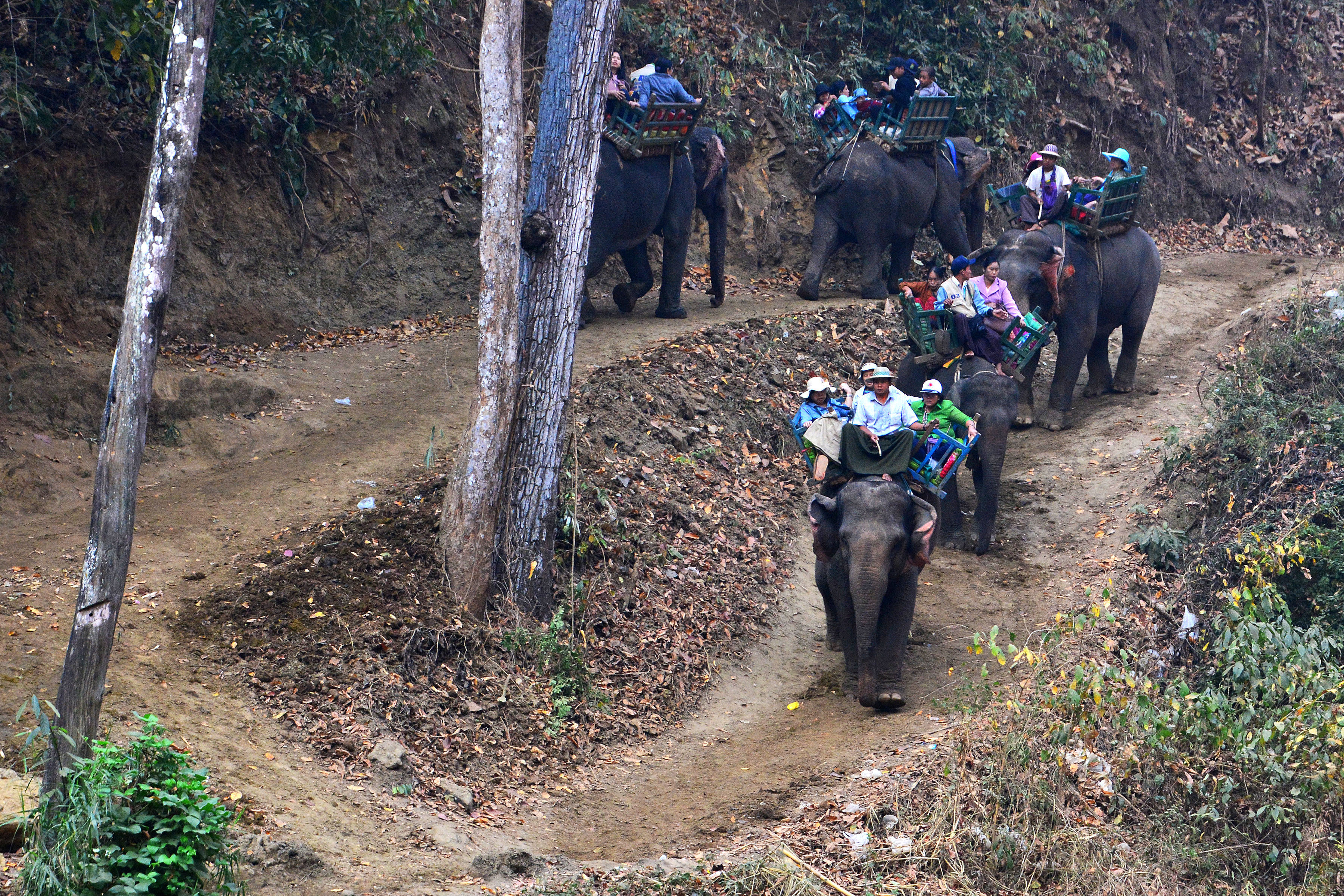

阿朗多嘎德巴國家公園是緬甸的國家公園，位於該國西北部實皆省，成立於1984年，面積1,605平方公里，有亞洲象、印度野牛、馬來熊、豺、水鹿、赤麂、野豬、巨松鼠等野生動物棲息。